# Ali Mohammed Ghedi
Ali Mohammed Ghedi (ur. 1951) – somalijski polityk, premier somalijskiego rządu od 3 listopada 2004 do 29 października 2007.
Gedi do czasu objęcia urzędu premiera był stosunkowo mało znanym politykiem. Pochodzi z klanu Hawiye z okolic Mogadiszu, największego klanu w kraju.

## Edukacja
Ali Mohammed Ghedi urodził się w 1951 w Mogadiszu. Jego ojciec był pułkownikiem w Służbach Obrony Narodowej w czasie rządów prezydenta Mohammeda Siad Barre. W czasie nauki w szkole średniej odbył szkolenie w służbach obrony. W latach 1974–1978 studiował weterynarię na Uniwersytecie w Mogadiszu. Następnie, od 1979 do 1981 kontynuował naukę na Uniwersytecie w Pizie. W 1982 powrócił na Uniwersytet w Mogadiszu, gdzie został asystentem, a następnie wykładowcą.

## Polityka
Po zaangażowaniu się w politykę zajmował wiele stanowisk. Był urzędnikiem Unii Afrykańskiej, członkiem Demokratycznego Frontu Zbawienia Somalii (Jabhadda Diimuqraadiga Badbaadinta Soomaaliyeed, Somali Salvation Democratic Front).

### Premier
3 listopada 2004 prezydent Abdullahi Yusuf wyznaczył go szefem Przejściowego Rządu Federalnego. Jako premier zadeklarował przywrócenie bezpieczeństwa w Mogadiszu. Nie zdołał jednak doprowadzić do pokoju w kraju.
Po próbie zamachu na własny rząd, przeniósł się do Nairobi w Kenii. W lipcu 2005, przeniósł z kolei rządową siedzibę do Jawhar, jednego z dwóch miast będących tymczasową stolicą Somalii. Mogadiszu znajdowało się w tym czasie w rękach różnych grup wojskowych bojowników. W czerwcu 2006 miasto zostało zajęte przez Unię Trybunałów Islamskich, która zamierzała opanować cały kraj.
W grudniu 2006 w wyniku zbrojnej interwencji etiopskich wojsk w Somalii, islamiści ponieśli druzgocąca klęskę. 29 grudnia 2006 siły etiopskie i rządowe wkroczyły do Mogadiszu. Ghedi został z entuzjazmem przywitany przez miejscową ludność. Jedną z jego pierwszych decyzji było wprowadzenie stanu wojennego na okres trzech miesięcy oraz rozbrojenie grup wojskowych.
Premier Ghedi w czasie sprawowania urzędu był obiektem zamachów. Do najpoważniejszego doszło 3 czerwca 2007, gdy dokonano na niego zamachu przed własnym domem. W wyniku wybuchu ładunku zginęło wówczas co najmniej 7 osób.

### Rezygnacja
29 października 2007 ogłosił w parlamencie rezygnację ze stanowiska premiera. Powodem rezygnacji był m.in. konflikt z pochodzącym z innego klanu prezydentem Yusufem w sprawie kontraktów państwowych na wydobywanie ropy naftowej. Innym powodem była presja ze strony parlamentu i społeczeństwa, spowodowana brakiem sukcesów gabinetu w tłumieniu walk w kraju.